# Schloss Ettenheim

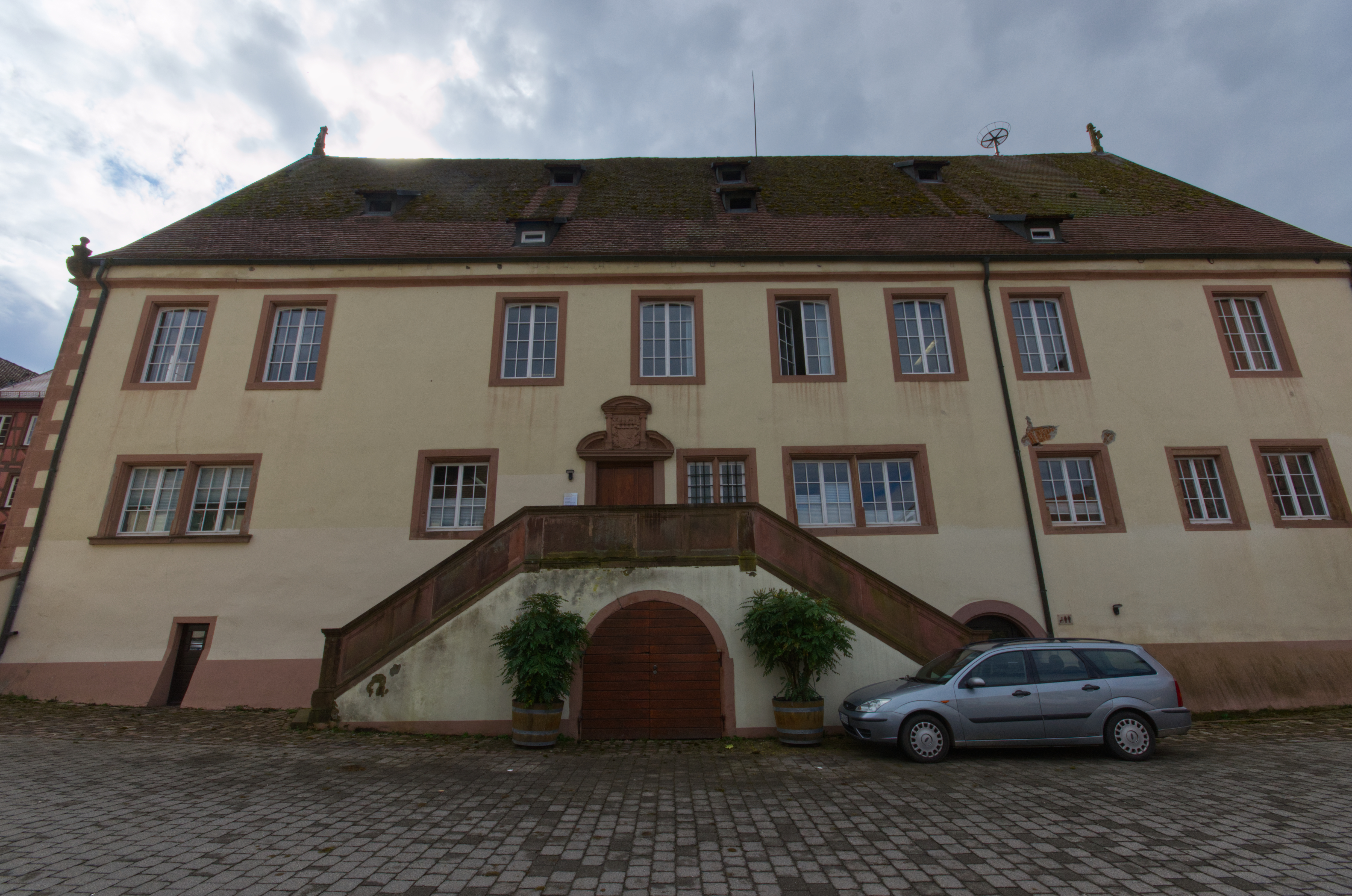
Das Schloss Ettenheim wird auch Palais Rohan genannt

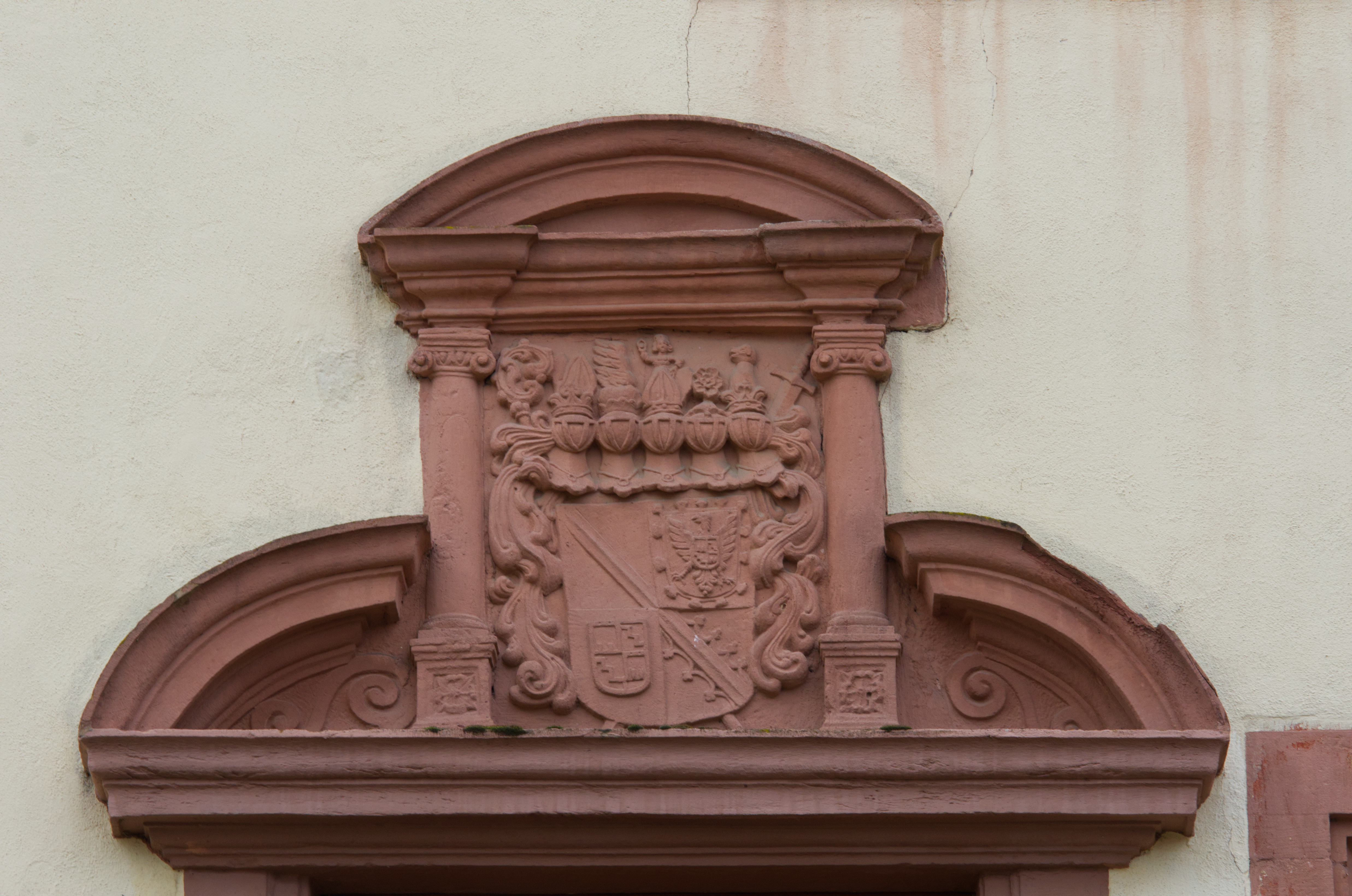
Wappen der Fürstenberger am Schloss Ettenheim

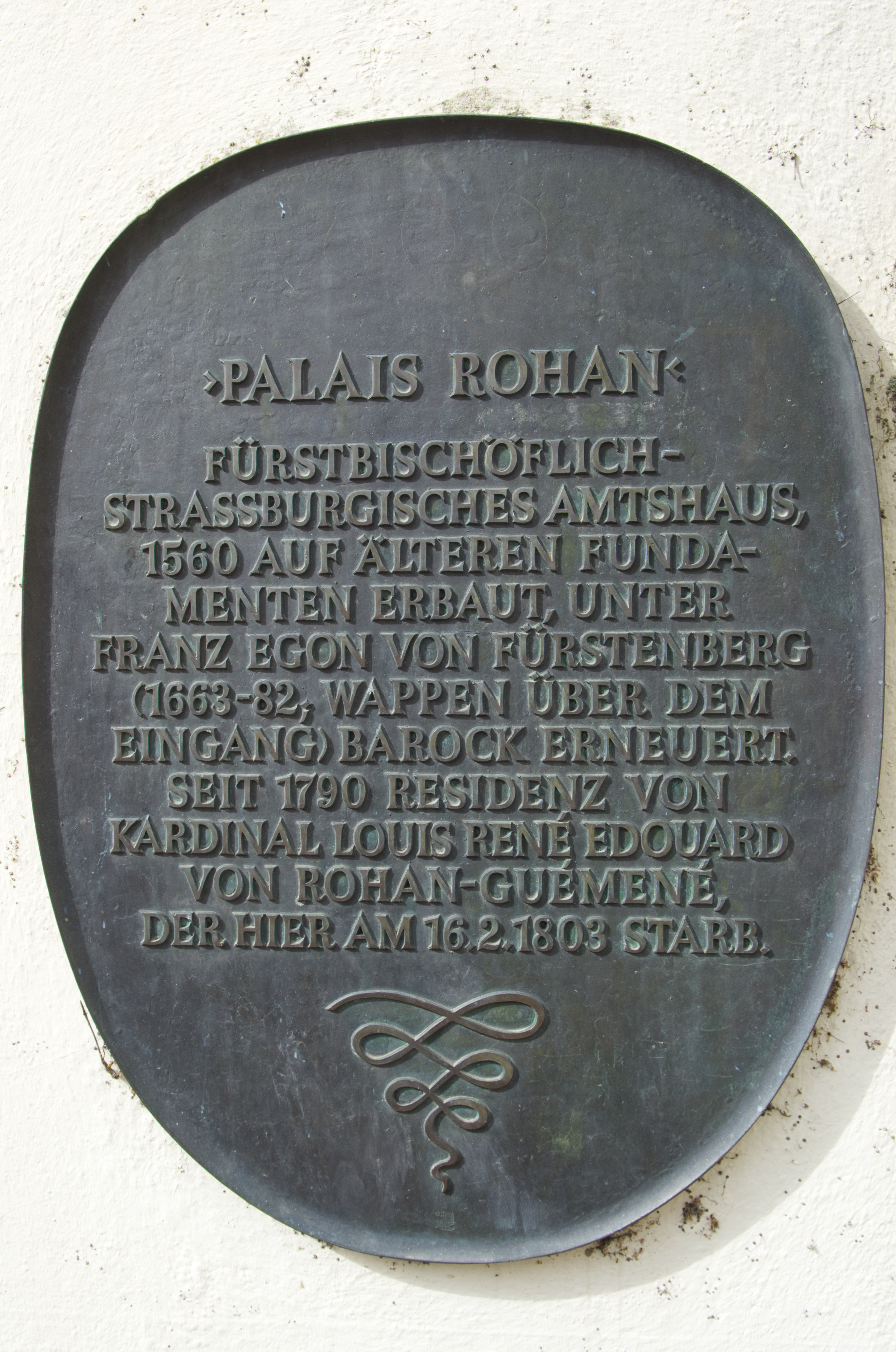
Infotafel an der Schlossmauer

Schloss Ettenheim war die letzte Residenz des letzten Fürstbischofs von Straßburg Louis René Edouard von Rohan-Guémené. Es wird deshalb auch als Palais Rohan ('letztes Schloss') bezeichnet. Heute dient es der Stadtverwaltung von Ettenheim.

## Geschichte
Die Stadt Ettenheim gehörte seit dem 11. Jahrhundert zum weltlichen Besitz des Fürstbistums Straßburg. 1560 errichtete Bischof Erasmus Schenk von Limpurg das Gebäude als Amtshaus im Stil der Renaissance. Der dreigeschossige Bau mit hohem ebenfalls dreigeschossigem Satteldach wurde dabei auf einem noch wesentlich älteren Kellerfundament errichtet. Durch die Hanglage ist das Kellergeschoss vom Hof aus erkennbar. Einziger Bauschmuck sind die Giebelfialen, ein Steinfries unter dem Giebel und das Steinwappen über dem Eingang, zu dem eine doppelläufige Treppe führt. Der Schlussstein auf der östlichen Giebelspitze des Erkervorbaus zum Marktplatz hin zeigt das Wappen des Erbauers Bischof Erasmus und die Jahreszahl 1560.
Im 18. Jahrhundert wurde Ettenheim als Nebenresidenz neben Straßburg und Saverne im Stil des Barocks ausgebaut. 1790 musste Kardinal Louis von Rohan aus seinen linksrheinischen Besitzungen fliehen. Er zog zunächst ins Kloster Ettenheimmünster, bis das Amtshaus als fürstbischöfliche Residenz umgestaltet war. 1791 wurde Ettenheim die offizielle Residenz des Fürstbischofs und des Domkapitels. Sie mussten allerdings immer wieder vor den Revolutionstruppen fliehen. Erst 1801 konnte der Kardinal endgültig zurückkehren, wo er 1803 starb. Sein Nachlass wurde versteigert. Nur noch ein Gobelin seines Onkels Armand Gaston von Rohan-Soubise hat sich erhalten und wird im Sitzungssaal im Obergeschoss gezeigt. Dort befindet sich zudem ein Thora-Vorhang (Parochet) aus der ehemaligen Synagoge in Ettenheim. Die übrigen Gobelins schmückten später das Mannheimer Schloss, wo sie teilweise wieder gezeigt werden können.
Hinter dem Amtshaus befand sich das Wohnhaus des Vogts. Später entstand hier die Winterschule, die als höhere Bürgerschule und als Landwirtschaftsschule genutzt wurde. Heute sind hier betreute Altenwohnungen eingerichtet, und der Gewölbekeller wird von einer lokalen Kulturinitiative genutzt.